# 황금 장미장

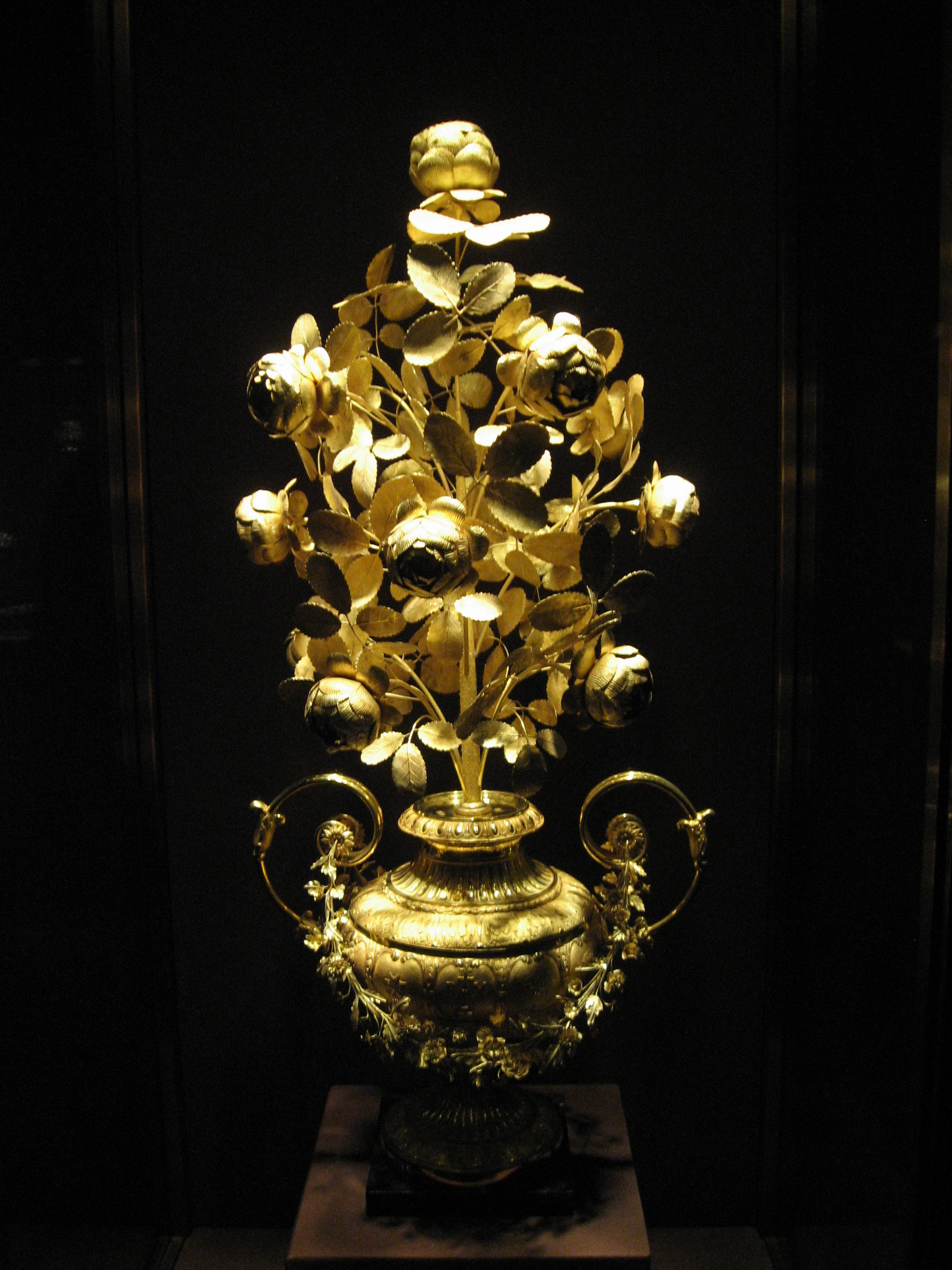
황금 장미장

황금 장미장(Golden rose)는 로마 가톨릭 교회에서 금, 보석 따위를 박은 장미 꽃잎 모양의 장식이다. 로마의 교황이 교황청에 대해 공로를 한 국가나 도시에 사순절의 넷째 일요일에 이를 축성하고 선물한다.